# Axiocteta turneri
Axiocteta turneri är en fjärilsart som beskrevs av George Thomas Bethune-Baker 1906. Axiocteta turneri ingår i släktet Axiocteta och familjen nattflyn. Inga underarter finns listade i Catalogue of Life.